# NGC 6483
NGC 6483 is een elliptisch sterrenstelsel in het sterrenbeeld Pauw. Het hemelobject werd op 8 juni 1836 ontdekt door de Britse astronoom John Herschel.

## Synoniemen
- ESO 102-20
- FAIR 486
- AM 1754-634
- PGC 61233